# Cúp Intertoto 1967

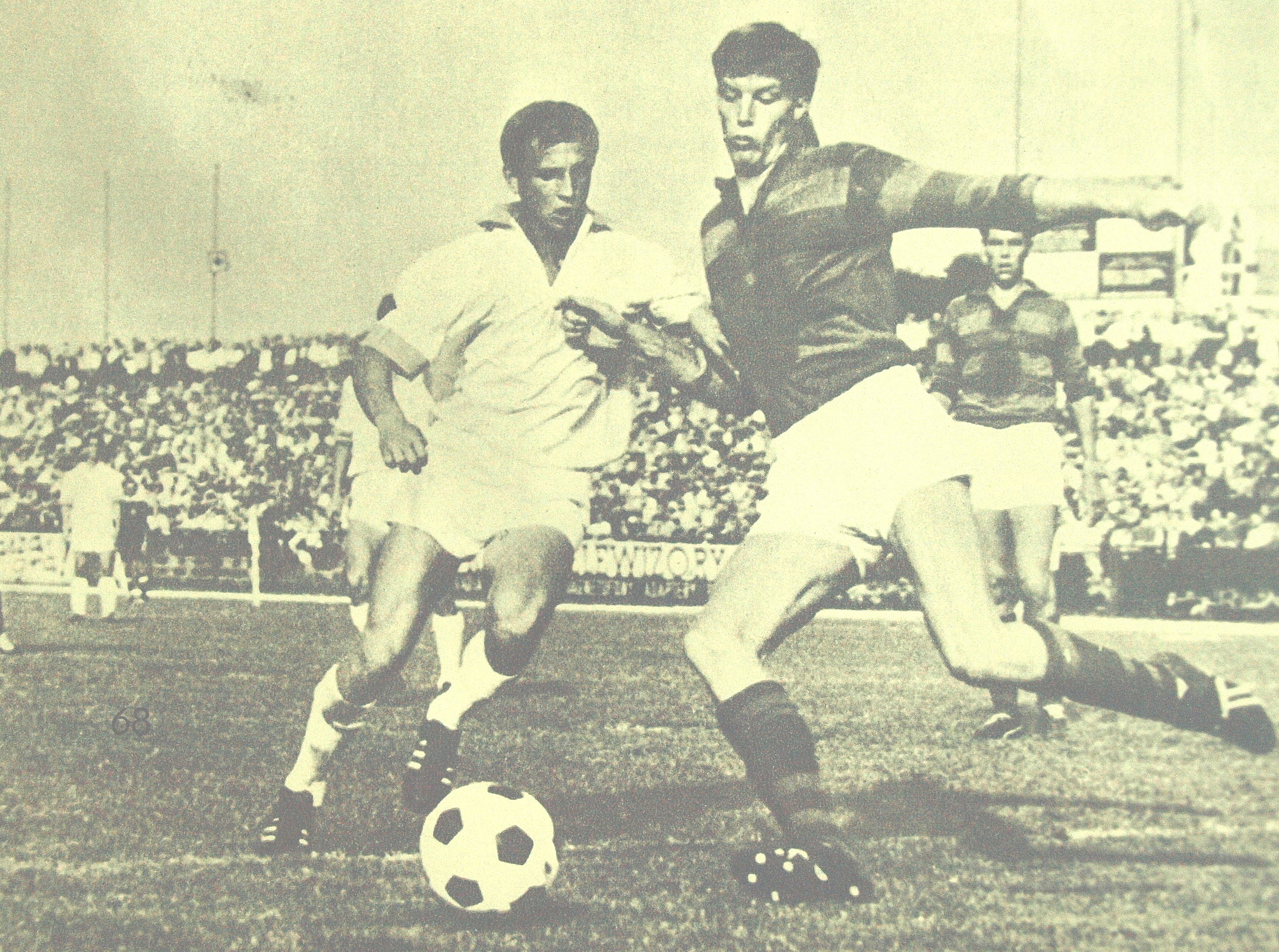
Rush 1967

Cúp Intertoto 1967 là mùa giải đầu tiên không có các vòng đấu loại trực tiếp, do đó không công bố đội vô địch. Giải đấu được mở rộng thành 48 câu lạc bộ và 12 bảng so với 40 câu lạc bộ và 10 bảng ở mùa giải trước. Lần đầu tiên có câu lạc bộ từ Đan Mạch tham gia.
Ruch Chorzów là đội có thành tích tốt nhất, với 12 điểm.

## Hủy bỏ vòng đấu loại trực tiếp
Vòng bảng luôn diễn ra trong kì nghỉ hè, và các vòng đấu loại trực tiếp giúp các câu lạc bộ có thể hòa nhập với mùa giải mới. Tuy nhiên, điều này đã bắt đầu nảy sinh vấn đề. Đầu tiên, các câu lạc bộ thường gặp khó khăn chọn ngày thi đấu và giải đấu không thể kết thúc đúng thời gian –chẳng hạn, trận chung kết mùa giải 1964–65 không thể diễn ra cho đến đầu tháng Sáu, hơn một năm sau khi các trận vòng bảng diễn ra và mùa giải 1963–64 và mùa giải 1965–66 kết thúc vào cuối tháng Năm.
Lý do thứ hai là sự khăng khăng của UEFA rằng các câu lạc bộ tham gia Giải bóng đá vô địch các câu lạc bộ châu Âu hay Cúp các câu lạc bộ đoạt cúp bóng đá quốc gia châu Âu không thể tiếp tục các trận đấu ở các giải đấu cấp châu lục sau kì nghỉ hè. Điều đó có nghĩa rằng các câu lạc bộ vượt qua Vòng bảng Intertoto, nhưng cũng đang tham gia ở một trong các giải đấu của UEFA, phải được miễn đấu qua các vòng đấu trực tiếp của Intertoto (cho đến khi họ bị loại ở giải đấu UEFA), hoặc bỏ giải. Điều này làm cho các vòng đấu loại phức tạp hơn, khó sắp xếp lịch thi đấu và làm suy yếu tầm ảnh hưởng.
Lý do thứ ba là thiếu giá trị cho các vòng đấu loại trực tiếp. Trong khi vào đến chung kết được xem là thành tích đáng được khen ngợi, là mục đích chính của giải, đối với hầu hết các câu lạc bộ tham gia, thì lại dành cho các đội bóng có kì nghỉ hè trống. Lợi ích tài chính của việc tham gia vòng bảng cũng rất quan trọng. Phải sắp xếp và tham gia các trận đấu loại sân nhà-sân khách trong mùa giải mới được cho là khó, đắt tiền và không có ý nghĩa nếu câu lạc bộ bị loại trước khi vào Bán kết hay Chung kết.
Vì vậy, vòng đấu loại trực tiếp bị hủy bỏ, và trong ba thập kỷ tiếp theo, không có đội vô địch. Vòng bảng vẫn tiếp tục diễn ra như trước, với tiền thưởng được chia theo vị thứ cuối cùng trong bảng của các đội bóng.

## Vòng bảng
Các đội bóng được chia thành 12 bảng, mỗi bảng 4 đội - 4 bảng ở nhóm 'A' và 8 bảng ở nhóm 'B'. Bỉ, Pháp và Hà Lan có các câu lạc bộ ở nhóm 'A'; trong khi Áo, Tiệp Khắc, Đan Mạch, Đông Đức, Ba Lan, Thụy Điển và Tây Đức có các câu lạc bộ ở nhóm 'B'. Các câu lạc bộ từ Thụy Sĩ nằm ở cả hai nhóm.

### Bảng A1
| XH | Đội              | Tr | T | H | T | BT | BB | HS | Đ |
| -- | ---------------- | -- | - | - | - | -- | -- | -- | - |
| 1  | Lugano           | 6  | 3 | 1 | 2 | 8  | 5  | +3 | 7 |
| 2  | Bordeaux         | 6  | 3 | 1 | 2 | 5  | 7  | −2 | 7 |
| 3  | Sparta Rotterdam | 6  | 3 | 0 | 3 | 9  | 6  | +3 | 6 |
| 4  | Waregem          | 6  | 2 | 0 | 4 | 6  | 10 | −4 | 4 |

### Bảng A2
| XH | Đội             | Tr | T | H | T | BT | BB | HS  | Đ  |
| -- | --------------- | -- | - | - | - | -- | -- | --- | -- |
| 1  | Feyenoord       | 6  | 5 | 0 | 1 | 17 | 6  | +11 | 10 |
| 2  | RDC Molenbeek   | 6  | 3 | 1 | 2 | 8  | 9  | −1  | 7  |
| 3  | Strasbourg      | 6  | 1 | 2 | 3 | 6  | 11 | −5  | 4  |
| 4  | Lausanne Sports | 6  | 1 | 1 | 4 | 8  | 13 | −5  | 3  |

### Bảng A3
| XH | Đội       | Tr | T | H | T | BT | BB | HS | Đ |
| -- | --------- | -- | - | - | - | -- | -- | -- | - |
| 1  | Lille     | 6  | 3 | 2 | 1 | 10 | 6  | +4 | 8 |
| 2  | Sion      | 6  | 3 | 1 | 2 | 10 | 7  | +3 | 7 |
| 3  | Beerschot | 6  | 1 | 3 | 2 | 6  | 9  | −3 | 5 |
| 4  | Groningen | 6  | 1 | 2 | 3 | 5  | 9  | −4 | 4 |

### Bảng A4
| XH | Đội             | Tr | T | H | T | BT | BB | HS | Đ |
| -- | --------------- | -- | - | - | - | -- | -- | -- | - |
| 1  | Lierse          | 6  | 4 | 1 | 1 | 13 | 7  | +6 | 9 |
| 2  | Grenchen        | 6  | 2 | 2 | 2 | 8  | 9  | −1 | 6 |
| 3  | Rouen           | 6  | 1 | 3 | 2 | 9  | 15 | −6 | 5 |
| 4  | Go Ahead Eagles | 6  | 2 | 0 | 4 | 12 | 11 | +1 | 4 |

### Bảng B1
| XH | Đội                | Tr | T | H | T | BT | BB | HS | Đ |
| -- | ------------------ | -- | - | - | - | -- | -- | -- | - |
| 1  | Hannover           | 6  | 4 | 1 | 1 | 10 | 6  | +4 | 9 |
| 2  | Lokomotive Leipzig | 6  | 3 | 1 | 2 | 10 | 5  | +5 | 7 |
| 3  | Norrköping         | 6  | 2 | 4 | 0 | 12 | 16 | −4 | 8 |
| 4  | Rapid Vienna       | 6  | 1 | 2 | 3 | 9  | 14 | −5 | 4 |

### Bảng B2
| XH | Đội                | Tr | T | H | T | BT | BB | HS  | Đ  |
| -- | ------------------ | -- | - | - | - | -- | -- | --- | -- |
| 1  | Zagłębie Sosnowiec | 6  | 5 | 0 | 1 | 14 | 7  | +7  | 10 |
| 2  | Schalke 04         | 6  | 3 | 1 | 2 | 7  | 7  | 0   | 7  |
| 3  | Wacker Innsbruck   | 6  | 2 | 1 | 3 | 15 | 10 | +5  | 5  |
| 4  | Djurgården         | 6  | 1 | 0 | 5 | 6  | 18 | −12 | 2  |

### Bảng B3
| XH | Đội           | Tr | T | H | T | BT | BB | HS  | Đ  |
| -- | ------------- | -- | - | - | - | -- | -- | --- | -- |
| 1  | Polonia Bytom | 6  | 5 | 0 | 1 | 16 | 6  | +10 | 10 |
| 2  | Werder Bremen | 6  | 3 | 2 | 1 | 12 | 7  | +5  | 8  |
| 3  | Elfsborg      | 6  | 1 | 1 | 4 | 10 | 17 | −7  | 3  |
| 4  | Grasshopper   | 6  | 1 | 1 | 4 | 9  | 18 | −9  | 3  |

### Bảng B4
| XH | Đội                  | Tr | T | H | T | BT | BB | HS  | Đ  |
| -- | -------------------- | -- | - | - | - | -- | -- | --- | -- |
| 1  | Gothenburg           | 6  | 5 | 0 | 1 | 16 | 7  | +9  | 10 |
| 2  | Carl Zeiss Jena      | 6  | 4 | 1 | 1 | 10 | 9  | +1  | 9  |
| 3  | Bohemians Prague     | 6  | 2 | 1 | 3 | 12 | 8  | +4  | 5  |
| 4  | Young Fellows Zürich | 6  | 0 | 1 | 5 | 6  | 20 | −14 | 1  |

### Bảng B5
| XH | Đội          | Tr | T | H | T | BT | BB | HS  | Đ  |
| -- | ------------ | -- | - | - | - | -- | -- | --- | -- |
| 1  | Ruch Chorzów | 6  | 6 | 0 | 0 | 18 | 6  | +12 | 12 |
| 2  | Frem         | 6  | 2 | 1 | 3 | 11 | 11 | 0   | 5  |
| 3  | Young Boys   | 6  | 1 | 2 | 3 | 8  | 12 | −4  | 4  |
| 4  | First Vienna | 6  | 1 | 1 | 4 | 6  | 14 | −8  | 3  |

### Bảng B6
| XH | Đội            | Tr | T | H | T | BT | BB | HS | Đ |
| -- | -------------- | -- | - | - | - | -- | -- | -- | - |
| 1  | Košice         | 6  | 3 | 3 | 0 | 11 | 4  | +7 | 9 |
| 2  | Dynamo Dresden | 6  | 3 | 1 | 2 | 10 | 7  | +3 | 7 |
| 3  | AIK            | 6  | 3 | 1 | 2 | 7  | 11 | −4 | 7 |
| 4  | AGF            | 6  | 0 | 1 | 5 | 5  | 11 | −6 | 1 |

### Bảng B7
| XH | Đội           | Tr | T | H | T | BT | BB | HS | Đ  |
| -- | ------------- | -- | - | - | - | -- | -- | -- | -- |
| 1  | KB            | 6  | 5 | 0 | 1 | 10 | 4  | +6 | 10 |
| 2  | Union Teplice | 6  | 4 | 1 | 1 | 9  | 4  | +5 | 9  |
| 3  | Union Berlin  | 6  | 1 | 1 | 4 | 4  | 7  | −3 | 3  |
| 4  | Katowice      | 6  | 1 | 0 | 5 | 4  | 12 | −8 | 2  |

### Bảng B8
| XH | Đội                | Tr | T | H | T | BT | BB | HS | Đ |
| -- | ------------------ | -- | - | - | - | -- | -- | -- | - |
| 1  | Fortuna Düsseldorf | 6  | 4 | 0 | 2 | 12 | 10 | +2 | 8 |
| 2  | LASK Linz          | 6  | 2 | 3 | 1 | 7  | 6  | +1 | 7 |
| 3  | Vejle              | 6  | 2 | 2 | 2 | 12 | 11 | +1 | 6 |
| 4  | Žilina             | 6  | 0 | 3 | 3 | 3  | 7  | −4 | 3 |